# Cityspire Center
Cityspire Center, marknadsfört som CitySpire Center, är en skyskrapa som ligger på Manhattan i New York, New York i USA.
Skyskrapan färdigställdes 1987 som en fastighet för kontorsverksamhet. Den är 248 meter hög och har 75 våningar.